# Robert Crommelynck
Robert Crommelynck, né le 17 mars 1895 à Liège où il meurt le 7 mars 1968, est un peintre, dessinateur et graveur belge.

## Biographie
Formé par Évariste Carpentier, Adrien de Witte et Émile Berchmans à l'académie des beaux-arts de Liège (1908-1915), Crommelynck expose à partir de 1917 à Bruxelles et Liège.
Il épouse en juin 1917 Elisa-Henriette Thissen.
À partir de 1925, il voyage à Paris, dans la vallée du Rhin, en Bretagne, l'Italie du Nord et découvre surtout en 1928 la Fagne et l'Ardenne. Fasciné par ces régions, il effectue de nombreux séjours les années suivantes.
À partir de 1930, il loue un atelier à Paris.
Après la découverte de l'Espagne en 1934, il voyage en Allemagne, Autriche et Suisse (1935), et en Italie du Nord (1936).
En 1944, Crommelynck est nommé professeur à l'académie des beaux-arts de Liège, pour le cours supérieur de peinture décorative, qu'il assure jusqu'en 1960. Robert Crommelynck et Elisa Thissen divorcent en 1945.
Après avoir divorcé, Crommelynck épouse en 1947 Simone Mairlot (1910-1997), veuve Colman, la grand-mère paternelle du dessinateur Stéphan Colman. Il effectue un second séjour en Espagne, qui reste son thème de prédilection jusqu'à la fin de sa vie.
Robert Crommelynck meurt le 7 mars 1968, quelques jours avant ses soixante-treize ans.
Il est inhumé au cimetière de Robermont à Liège.

## Sa peinture
Au début du XXe siècle, Robert Crommelynck préfère un expressionnisme classique à l'impressionnisme de l'époque. Il est attiré par l'Espagne dont il apprécie les paysages et la rusticité et il porte une très grande admiration à Vélasquez qui inspire sa peinture. Il est également inspiré par Goya et par les peintres allemands Lovis Corinth et Wilhelm Leibl. Robert Crommelynck est paysagiste mais également portraitiste.

## Œuvre

### Œuvre peint
Robert Crommelynck a peint plus de 550 tableaux et des milliers de dessins.
Il a notamment réalisé des œuvres monumentales :
- 1938 : fresques de la salle de spectacles de l'athénée Léonie de Waha, sur le boulevard d'Avroy à Liège (30 mètres de long, sur une hauteur de 5 m à 50 cm). Restaurée en 2020.
- 1950 : panneau pour la clinique médicale Jules Seeliger, rue Jonfosse à Liège.
- 1957 : panneaux pour le palais des congrès de Liège : Le Printemps, L'Éte, L'Automne et L'Hiver.

### Œuvre gravé
- 1932 : Les chasseurs / Chasseurs de sanglier, pointe sèche, au Musée Wittert, Université de Liège[5]

## Expositions
Une quarantaine d'expositions ont été consacrées à Robert Crommelynck de son vivant. Plusieurs expositions posthumes ont été présentées : en 1969 à Montegnée, en 1980, en 1986, en 1988 à Stavelot et en 1995 à Liège.
Le Musée de l'art wallon à Liège présente certaines de ses œuvres.
- 2012 : La Spiritualité, du 9 juin au 1er juillet, Rue des Prémontrés 38, Liège[7].
- 2014 : Dictionnaire des peintres de l'École liégeoise du paysage, du 2 au 31 août, Rue des Prémontrés 38, Liège[8].
- 2019 : Calydon le Sanglier, du 26 octobre au 17 novembre, Palais Abbatial - Place de l'Abbaye 12, Saint-Hubert[9].
- 2022 : Sur les pas de saint Hubert, du 22 octobre au 13 novembre, Place de l'Abbaye 6, Saint-Hubert[10].

## Prix et distinctions
- 1918 : prix d'encouragement de la Ville de Liège
- 1920 : prix Donnay
- 1925 : troisième prix de Rome belge (peinture)
- 1930 : chevalier de l'Ordre de la Couronne
- 1930 : prix Louise de Hem, décerné par l'Académie royale des Sciences, des Lettres et des Beaux-Arts de Belgique
- 1947 : officier de l'Ordre de la Couronne